# ۵ رجب
۵ رجب، پنجمین روز از ماه رجب در تقویم هجری قمری است.
در تقویم هجری قمری قراردادی این روز صد و هشتاد و دومین روز سال است.

## وقایع
- ۱۲۶۷ - زمین‌لرزه‌ای به بزرگی ۶.۹ ریشتر شهر قوچان را به لرزه در آورد و موجب مرگ بیش از ۲۰۰۰ نفر شد.

## زادگان
- ۵۸۳ - ابن بری نحوی زبان‌شناس و فقیه مصری.

## درگذشتگان
۵۸۷ - شهاب‌الدین یحیی سهروردی فیلسوف ایرانی.